# Ripley (Surrey)
Ripley is een civil parish in het bestuurlijke gebied Guildford, in het Engelse graafschap Surrey met 2029 inwoners.

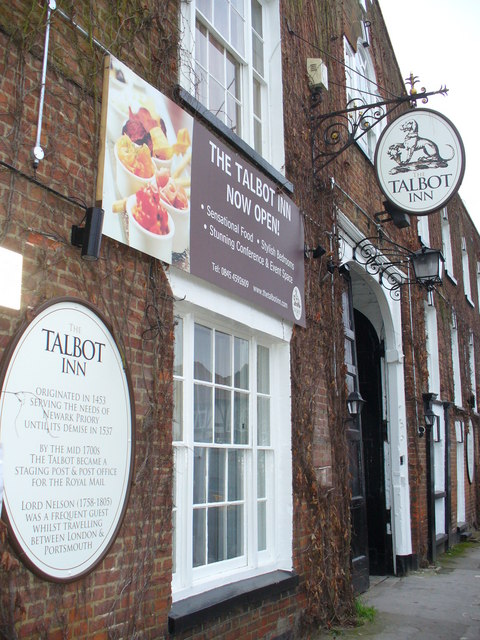
The Talbot Inn
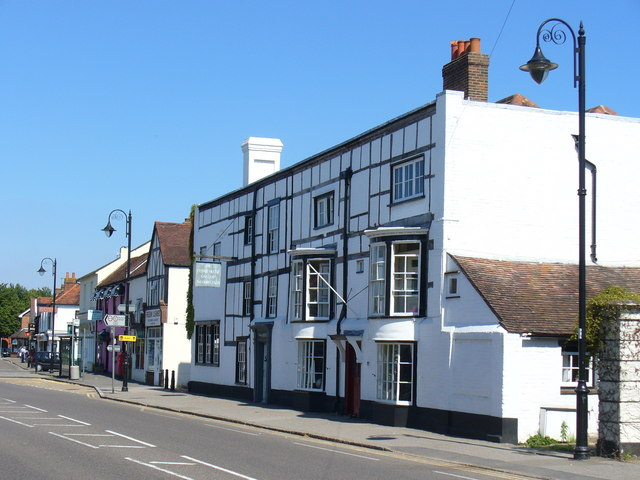
Cedar House

## Geboren
- Eric Clapton (1945), gitarist, componist en zanger van blues-, rock- en popmuziek